# Fuga desesperada
Fuga desesperada es una película hispano-francesa de drama estrenada en 1961, codirigida por José Antonio de la Loma y Robert Vernay y protagonizada en los papeles principales por Arturo Fernández, Claire Maurier, Paul Guers y Maruja Bustos.

## Sinopsis
Pierre Morlaix es un delincuente que se fuga de una prisión francesa. Con la ayuda de Larsen y Marina, dos jóvenes contrabandistas, conseguirá esconderse. Pierre se enamora de Marina y acabará por aceptar la misión de eliminar a Larsen que ella le ha encomendado. Una tarea que le parecerá fácil pero que le acarreará nuevos problemas que le obligarán a seguir huyendo.

## Reparto
- Robert Berri
- Maruja Bustos
- Arturo Fernández como Pierre Morlaix.
- Bernard Fontaine
- Paul Guers
- Claire Maurier como Marina Larsen.
- Milo Quesada como Don Ramón.